# Shareaza
Shareaza es un cliente P2P para Windows que soporta los protocolos y redes Gnutella, Gnutella2, eDonkey 2000, BitTorrent, FTP y HTTP; cuenta con soporte para manejar los enlaces Magnet, entre otros tipos de enlaces. Shareaza permite compartir archivos en cuatro diferentes redes, dándole al usuario una mayor posibilidad de encontrar el archivo que desea.
Originalmente fue desarrollado como un programa de tipo freeware de código cerrado por Michael Stokes escrito en C++, pero desde la versión 2.0 (junio de 2004) es de código abierto bajo  la licencia GNU GPL y desarrollado por el Shareaza Development Team que incluye a seis programadores principales y más de 90 colaboradores (entre colaboradores de código, traductores, entre otros).
Actualmente existen traducciones de Shareaza en 27 idiomas, incluyendo el español.
Aunque Shareaza está diseñado para funcionar en Windows existen algunas maneras para poder utilizarlo bajo sistemas GNU/Linux y otros UNIX utilizando Wine, para mayor información ver la página de Shareaza en GNU/Linux y/o la página de Shareaza en el appDB de Wine (ambas en inglés). Actualmente también se puede obtener el código fuente del programa listo para ser compilado y utilizado en GNU/Linux.
El 20 de diciembre de 2007, el dominio "shareaza.com", fue redirigido para promover la descarga de un "nuevo cliente" que no tiene conexión alguna con el software original. El sitio web oficial del proyecto original fue movido a SourceForge.net.

## Características
Shareaza tiene las siguientes características que lo hacen único (algunas características que tienen en común los clientes P2P no están listadas):
oplichters
- Soporte de múltiples redes: Shareaza puede descargar y buscar archivos en cuatro redes, para dar una mayor cantidad de resultados y mejor velocidad de descarga.
- Interfaces: Elección entre una interfaz básica o una más avanzada, dejando a usuarios con experiencia monitorear las conexiones con las redes y configurar opciones avanzadas; para así no confundir a los usuarios no avanzados.
- Reproductor multimedia: A diferencia de ciertos reproductores multimedia de algunos P2P, el de Shareaza remueve las partes del audio/video que aún no se descargan, para formar un archivo reproducible con las partes ya descargadas. Sin embargo, esta funcionalidad no siempre puede proveer el sonido en ciertos formatos de video.
- Detección de errores: Shareaza utiliza hasta tres algoritmos (SHA-1, ED2K Hash y TTH) para detectar errores en archivos. De esta manera es casi imposible que los archivos descargados estén corruptos. Además de que Shareaza realiza esta verificación conforme descarga los pedazos y al final de la descarga, reduciendo la cantidad de datos a descargar para corregir un error.
- Comentarios y Calificaciones: Shareaza permite a los usuarios dar un comentario y una calificación sobre un archivo.
- Colecciones: una funcionalidad que permite agrupar varios archivos en un archivo para así poder descargar ese conjunto de archivos con tan solo tener el archivo de la colección. Esta funcionalidad es parecida a los torrents de BitTorrent.
- Acceso remoto: Permite acceder a ciertas funciones de Shareaza desde un navegador web, pudiendo así controlar Shareaza desde una computadora remota.
- Multilingüe: Shareaza incluye traducciones del programa en diferentes idiomas, incluyendo el español. Además de que tiene soporte Unicode, dándole la posibilidad de ser traducido a idiomas de escritura de derecha a izquierda, entre otros.
- Filtro: Shareaza cuenta con un filtro, que a diferencia de otros clientes, permite bloquear tanto el acceso a ciertas direcciones IP como ciertos resultados en las búsquedas. El filtro es generalmente usado para evitar conectarse a direcciones que envían tanto datos corruptos como archivos incorrectos (fakes) y para filtrar algunos virus de los resultados de las búsquedas.
- UPnP: Shareaza cuenta soporte de la tecnología UPnP para facilitar su uso inclusive en redes que cuentan con un router (routeador), entre otros beneficios.
- Programador: Permite configurar Shareaza para que en ciertos días/horas descargue con ciertos límites, así como poder seleccionar si se debe de conectar a las redes a ciertas horas del día, o solo descargar.
- Pieles: La habilidad para cambiar la piel de la interfaz (skin) permitiendo a los usuarios cambiar la apariencia.

## Historia
- La versión 2.4.0.0 fue lanzada el 1 de octubre de 2008.

- La versión 2.3.1.0 fue lanzada el 1 de enero de 2008.

- La versión 2.3.0.0 fue lanzada el 2 de diciembre de 2007.

- La versión 2.2.5.0 es una versión beta (incompleta) publicada el 5 de febrero de 2007. Incluye más de 290 mejoras desde la última versión beta (2.2.3.0). Las más notables son: soporte de web cachés UDP (UHC) para las redes Gnutella y Gnutella2, haciendo el proceso de conexión a las redes más rápido (y proveyendo una indudable mejora al funcionamiento de Shareaza bajo Wine); mejoras en el soporte UPnP; mejor funcionamiento para Windows 95/98 y NT4. Entre otros cambios.

- La versión 2.2.3.0 es una versión beta (incompleta) que fue publicada el 4 de noviembre de 2006. Entre algunos de los cambios y mejoras se encuentran el soporte UPnP para configurar los puertos NAT (Network Address Translation); nuevos filtros de búsqueda y filtros antispam; un asistente para crear colecciones de archivos; y soporte para extraer información de más archivos. Además corrige más de 200 errores reportados en versiones anteriores.

- La versión actual estable es la 2.2.1 y fue publicada el 26 de octubre de 2005, siendo una versión que corrige algunos errores.

- La versión 2.2 fue publicada el 10 de septiembre de 2005, incluyendo muchas correcciones y mejoras en las redes, así como otros "pequeños" detalles.

- La versión 2.1 fue publicada el 19 de septiembre de 2004, incluyendo muchas correcciones de errores e incluyendo un soporte mejor para el Windows XP Service Pack 2, además de un enlace al programa de radio por Internet con P2P Mercora (en el que actualmente Mike se encuentra trabajando).

- La versión 2.0 fue publicada el 1 de junio de 2004, con nuevo código, modificaciones y otros cambios importantes, incluyendo el acceso remoto; bajo la licencia GNU GPL, haciéndolo de código abierto.

Al mismo tiempo que la versión 2.2 fue anunciada, la versión del sitio en español así como en otros idiomas fue igualmente anunciada, lo que ya permite que usuarios de diferentes idiomas tengan un acceso en su idioma a la información.

## Vandalización del sitio web oficial
A mediados de 2007, el sitio web oficial (www.shareaza.com) desapareció de forma repentina, al parecer porque el propietario del dominio había renunciado a mantenerlo por presiones de las compañías francesas gestoras de derechos de autor. El 20 de diciembre de 2007, el dominio shareaza.com fue adquirido para distribuir un software propietario con adware suplantando el proyecto original mediante el uso de su nombre y logotipos. 
Posteriormente se estableció el sitio pantheraproject.net desde el cual se podía acceder a Shareaza, pero de nuevo fue saboteado. William Shields Erwin, también conocido como Rhythm en el foro oficial, se apoderó del sitio web el 11 de junio de 2009, así como un intento de sabotear el código fuente del programa. Tras ello, fue expulsado del proyecto por los administradores de sourceforge.net.
El sitio web oficial del proyecto es http://shareaza.sourceforge.net. También se ha creado un nuevo foro oficial alojado en SourceForge.